# Affaire Patrick Harmon
L'affaire Patrick Harmon désigne la mort de Patrick Harmon, un homme afro-américain de 50 ans,, tué d'un tir dans le dos le 13 août 2017, par un policier de Salt Lake City (Utah), nommé Clinton Fox. Le tir a lieu après l'arrestation d'Harmon par un policier pour avoir roulé à vélo sans éclairage adéquat. L'incident donne lieu à des manifestations à Salt Lake City, dont certaines sont organisées par le mouvement Black Lives Matter.

## Description des événements
Le 13 août 2017 à 10 h 05, Harmon est contrôlé par le policier Kris Smith, qui constate qu'il est en train de rouler à vélo sans feu rouge arrière, et en franchissant les bandes de sécurité,. Les agents décident d'arrêter Harmon après la découverte de plusieurs mandats d'arrêt non exécutés, dont l'un d'entre eux pour agression. Harmon tente de fuir les lieux à vélo lorsque les agents veulent le menotter et une course-poursuite avec la police a lieu. L'agent Clinton Fox tire alors trois fois, qui touchent toutes Harmon dans le dos. Harmon est ensuite touché par un tir de taser de Smith alors qu'il est au sol après avoir été abattu par Fox,. Le meurtre d'Harmon par Fox est filmé par les caméras-piéton de la police.
Les policiers déclarent qu'Harmon s'est tourné vers eux avant les tirs avec un couteau et que c'est la raison pour laquelle il a été abattu,. Ils affirment également que Harmon les aurait menacés verbalement avant la fusillade, déclarant « Je vais vous découper »,,. Les enregistrements des caméras-piéton semblent confirmer la version des policiers, montrant notamment un couteau entre les mains d'Harmon.

## Réactions et conséquences judiciaires
La police et le bureau du procureur, refusent initialement de divulguer les images de la caméra-piéton, ce qui provoque des manifestations publiques à Salt Lake City. Le mouvement Black Lives Matter participe à leur organisation.
Début octobre 2017, après sept semaines d'investigation, certaines images des caméras-piétons sont diffusées et le procureur de Salt Lake City, Sim Gill, annonce sa décision de ne pas poursuivre les policiers. Le procureur affirme que Harmon représentait bien une menace pour les policiers. Ses critiques font valoir que les séquences vidéo de la scène ne montrent pas une telle menace car il était en train de s'enfuir lorsqu'il a été abattu,,,. Un représentant local de Black Lives Matter déclare que la communauté souhaite que le procureur démissionne, sinon elle répondra par des marches de protestation.
Brandon Shearer, sergent de la police de Salt Lake City, affirme que les policiers ont utilisé les tactiques de désescalade de la police,. L'agent Clinton Fox est critiqué par un représentant de Black Lives Matter pour ne pas avoir réussi à désamorcer les tensions,.
En octobre 2017, à la suite de nouvelles protestations publiques, le procureur demande au FBI de revoir sa décision de ne pas poursuivre les policiers impliqués,.
En 2019, les enfants de Patrick Harmon, Patrick Harmon II et Tasha Smith, décident de poursuivre la ville de Salt Lake City et l'agent Clinton Fox. Ils affirment que la mort de leur père serait due à « un entraînement policier inadapté » et à la pratique du « profilage racial ». La procédure doit également établir si Harmon était bien en possession d'un couteau.
En juin 2020, l'enquête du FBI est encore en cours. En juillet 2020, un juge fédéral rejette la requête de la famille de Harmon.